# Scheich Sahr
Scheich Sahr (kurmandschi Şêx Sahr, arabisch صخر بن مسافر, DMG Saḫr ibn Muṣāfir, auch Sakhr) war der Bruder von Scheich ʿAdī und gehörte dem Adawiyya-Orden an. Da Scheich ʿAdī keine Nachkommen hatte, ging die Führung des damaligen Sufi-Ordens an die Kinder von Scheich Sahr. Eine weitere Variante lautet, dass ʿAdī den Sohn seines Dieners Ḥasan al-Bawwāb adoptierte und dessen Nachkommen die Führung des Ordens übernahmen.
Scheich Sahr ist eine heilige Persönlichkeit im Glauben der Jesiden.

## Leben
Scheich Sahr war der Vater von Scheich Barakat und der Bruder von Scheich ʿAdī. Er wurde vermutlich genau wie sein Sohn und Bruder in Bait Fār bei Baalbek im Libanon geboren. Sein Sohn Scheich Barakat entschloss sich seinem Onkel Scheich ʿAdī nach Lalisch im Irak zu folgen, wo sie dann den Adawiyya-Orden gründeten.